# Nampteuil-sous-Muret
Nampteuil-sous-Muret är en kommun i departementet Aisne i regionen Hauts-de-France i norra Frankrike. Kommunen ligger  i kantonen Oulchy-le-Château som ligger i arrondissementet Soissons. År 2022 hade staden 93 invånare.

## Befolkningsutveckling
Antalet invånare i kommunen Nampteuil-sous-Muret
Referens: INSEE